# Ponte dei frati
Il Ponte dei Frati o Ponte ai Frati è un ponte localizzato su una traversa di via Sarteschi a Sorbanello, nel comune di Lucca, traversa che raggiunge la confluenza del canale della Formica con il canale Ozzeri.
L'origine del ponte sull'Ozzeri può esser fatta risalire all'esigenza medioevale di collegare gli importanti monasteri presenti a sud del canale a Guamo con Lucca. Il ponte originale era spostato di circa 200 metri a valle del ponte attuale in corrispondenza della viabilità antica, che oggi rimane come strada vicinale.
Con le estese bonifiche effettuate in zona intorno agli anni trenta del novecento, il ponte fu ricostruito e spostato più vicino alla confluenza del fosso della Formica con l'Ozzeri. Il ponte attuale è caratterizzato da due contrafforti in muratura che sostengono l'arcata completamente metallica, dimensionata per un traffico ciclopedonale. 
Nel settembre 1944 il ponte venne interessato da un fatto d'arme, con staffette partigiane che passarono il canale nelle sue vicinanze, riuscendo così a stabilire un collegamento con gli americani che stavano per liberare la vicina città di Lucca.
Il ponte è attualmente in disuso e pericolante e sarà oggetto di restauro.